# 紫色金线鲃
紫色金线鲃（学名：Sinocyclocheilus purpureus，紫色金線魮，俗名油鱼）为輻鰭魚綱鯉形目鲤科金线鲃属的其中一種鱼类。體長可達10.3公分。其种加词“Purpureus”意为“紫色的”。
紫色金线鲃分布于中国云南省文山壮族苗族自治州的砚山县平远街等。该物种的模式产地在云南省文山壮族苗族自治州的砚山县平远街，属南盘江水系。